# Czapiewski
Czapiewski – kaszubski herb szlachecki.

## Opis herbu
Opis z wykorzystaniem zasad blazonowania, zaproponowanych przez Alfreda Znamierowskiego:
W polu niewiadomym lew trzymający półksiężyc z twarzą w lewo. Klejnotu i hełmu brak, bezpośrednio nad tarczą korona. Labrów brak.

## Najwcześniejsze wzmianki
Wymieniany przez Nowego Siebmachera, jako herb jakiegoś Czapiewskiego służącego w armii pruskiej pod koniec XVIII wieku. Być może należał on do Czapiewskich osiadłych w XIX wieku w Półcznie.

## Rodzina Czapiewskich
Liczna rodzina cząstkowej szlachty, wywodząca nazwisko od wsi Czapiewice koło Brus. Pierwsza wzmianka o jej dziedzicach pochodzi z 1526 (Jakub Czloch, Maciej Żerancki, Jan Pruszak, Tomasz Gran, Kasper Żeromski, Tomasz Jajecki). W 1570 w Czapiewicach siedzieli Matthias Wnuk, Simon Jaiiczek, Laurentius Cholmowski (Chełmowski), Johannes Prusak, Jacob Czapiewski, Johannes Zoramski (Żuromski), Christophorus Czapiewski. W tym samym roku w pobliskim Czapieczynie (obecnie nie istnieje), włości mieli Bartholomaeus Gran, Gregorius Gran, Martinus Czapiewski, Mathias Rumel. Wszystkie te nazwiska czy przezwiska stały się później przydomkami różnych gałęzi rodu. Wzmianka z 1682 wymienia jako właścicieli w Czapiewicach 4 Czapiewskich, Chełmowskiego, Prusaka, Gliścińskiego oraz innych. Zatem rosła wciąż liczba działów wsi i liczebność rodu. Pod koniec XVIII wieku właścicieli było już 11, w tym także obca szlachta. W XVII-XVIII wieku rodzina posiadała jeszcze działy we wsiach Małe Chełmy, Osowo, Czarnowo, Piechowice, Główczewice, Gostomie i Żukowo, a także w Łąkiem, Kłącznie i Półcznie. Rodzinie przypisywano wiele herbów, Przemysław Pragert zebrał ich 16.

## Herbowni
Czapiewski (Czapienski, Czapiewsky, Czapiński). Rodzina używała też licznych przydomków: Gran (Gron, Grzanka), Jajeczek, Prusak (Pruszak), Wnuk, Złosz, Janta, Paszk, Ranoch (Renoch), Rumel, Samek (Zamek), Stosz (Wstosz), Ukleja, Wojan (Wojen), Żłop, Żuroch.
Ten konkretny herb pochodzi z pieczęci nieznanego Czapiewskiego, więc nie wiadomo z którą gałęzią Czapiewskich powinno się go skojarzyć.
Granowie używali herbu Gran (Żernicki), albo Drzewica (również Żernicki), zaś według polskich autorów Jastrzębiec (Borkowski, Boniecki). Jantowie używali herbu Janta vel Białk (Żernicki). Pruszakowie i Żurochowie mieli używać herbu Leliwa, bądź jej odmiany (Czapiewski II). Żurochom przypisywano też herb Sas i Czapiewski III. Pruszakom przypisywano też herb Pielesz. Zachowały się odciski pieczęci z herbami Wnuk-Czapiewskich i Złoszcz-Czapiewskich. Ci ostatni mieli także, razem z Żłop-Czapiewskimi, posługiwać się Brochwiczem III, albo Ostoją. Ponadto, Czapiewscy z poznańskiego, nie wiadomo czy spokrewnieni z kaszubskimi, używali Pomiana.